# باگان
پاگان یا باگان یک شهر باستانی و میراث جهانی یونسکو است که در ناحیه ماندالی میانمار واقع شده است.
از قرن نهم تا سیزدهم میلادی، این شهر پایتخت پادشاهی پاگان بود، اولین پادشاهی که مناطقی را که بعداً میانمار مدرن را تشکیل می‌دهند شامل می‌شد.
در طول اوج پادشاهی بین سده‌های یازدهم و سیزدهم میلادی، ۴٬۴۴۶ معابد بودایی، بتکده‌ها و صومعه‌ها در دشت‌های باگان به تنهایی ساخته شده‌اند که از این میان بقایای ۳۸۲۲ معبد و بتکده‌ها تا امروز پابرجا مانده است.
منطقه باستان‌شناسی باگان یک جاذبه اصلی برای صنعت توریسم نوپای کشور برمه است.

## تاریخ

### قرن نهم تا سیزدهم

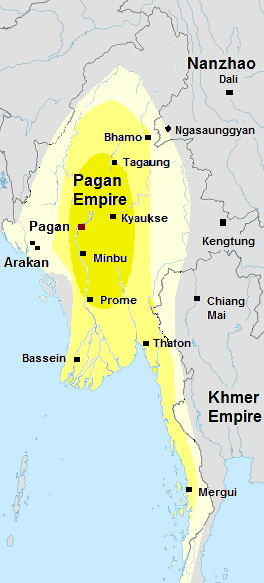
امپراتوری پاگان. ۱۲۱۰

با توجه به تاریخ برمه، باگان در قرن دوم پس از میلاد، و در ۸۴۹ میلادی توسط پادشاه پیینبیا، ۳۴ ام جانشین بنیانگذار اولیه باگان تأسیس شد.